# John McLaughlin (Maler)
John Dwyer McLaughlin (* 21. Mai 1898 in Sharon, Greater Boston; † 22. März 1976 in Los Angeles) war ein US-amerikanischer Maler und Vertreter der US-amerikanischen Minimal-Art und des Hard Edge Painting.

## Leben und Werk
John McLaughlin war eines von sieben Kindern des Richters John Dwyer McLaughlin und wuchs in einer Familie auf, die, wenngleich nicht sonderlich wohlhabend, doch zur Kultur- und Bildungselite Bostons zählte. So wurde er früh von den beiden Malern Kasimir Sewerinowitsch Malewitsch und Piet Mondrian beeinflusst. Später lebte er drei Jahre in Japan. Nach seiner Rückkehr eröffnete er in Boston eine Galerie für japanische Drucke. Wegen seiner in Japan erworbenen Sprachkenntnisse wurde er in der Zeit des Zweiten Weltkrieges zum Nachrichtendienst abberufen. Er war während dieser Zeit als Übersetzer in Japan, Burma und China unterwegs.
Ein Jahr nach Ende des Krieges wechselte er seinen Wohnsitz nach Kalifornien und ließ sich in Dana Point nieder. Unter dem Einfluss des Zen-Buddhismus wandte er sich der Formensprache der Abstraktion zu. Seine Ausbildung machte er am San Francisco Art Institute; er schloss sie 1961 mit dem Bachelor of Fine Arts und ein Jahr später mit dem Master of Fine Arts ab.
McLaughlin war vor allem ein an der südlichen Westküste der USA ein bekannter Maler der Stilrichtungen des Minimalismus und der Hard Edge Malerei. In Europa sowie den restlichen USA wurde er erst nach seinem Tod bekannt. Seine Bilder bestehen hauptsächlich aus Reihen von Rechtecken und beschränken sich häufig auf zwei bis drei Farben; zudem sind die Linienmuster scharf getrennt.